# 张掖经济技术开发区
张掖经济技术开发区，前身为甘肃张掖工业园区，是中国甘肃省张掖市甘州区下辖的一个类似乡级单位。

## 行政区划
张掖经济技术开发区共辖以下地区：
下安村、东泉村、张家庄社村。